# Gotthard August von Helffreich
Gotthard August von Helffreich (rusko Bogdan Borisovič Gelfrejh), ruski general baltsko-nemškega rodu, * 27. januar 1776, † 24. november 1843.
Bil je eden izmed pomembnejših generalov, ki so se borili med Napoleonovo invazijo na Rusijo; posledično je bil njegov portret dodan v Vojaško galerijo Zimskega dvorca.

## Življenje
Leta 1790 je vstopil kot vojak v Preobraženski polk, februarja 1793 je postal vodnik in januarja 1796 je bil odpuščen iz vojaške službe s činom stotnika. Junija 1796 je ponovno vstopil v vojaško službo in sicer je bil kot stotnik dodeljen Narvskemu pehotnemu polku. Marca 1799 je kot major bil dodeljen Kizljarski garniziji. Junija 1803 je vstopil v Tbilisijski mušketirski polk in julija istega leta v Fanagorijski grenadirski polk. 
6. decembra 1804 je bil povišan v podpolkovnika in imenovan za bataljonskega poveljnika. Sodeloval je v bitki pri Austerlitzu. 1. januarja 1806 je postal poveljnik Fanagorijskega grenadirskega polka, s katerim je bil poslan kot okupacijska sila v Besarabijo, Moldavijo in Vlaško. Naslednje leto in vse do leta 1810 je sodeloval v bojih proti Turkom; 12. decembra 1807 je bil povišan v polkovnika in 15. junija 1810 v generalmajorja. 
17. januarja 1811 je postal poveljnik novoustanovljenega Estonskega pehotnega polka in marca naslednjega leta je postal poveljnik 2. brigade 14. pehotne divizije, s katero se je udeležil bojev proti Francozom. Novembra 1812 je postal poveljnik celotne divizije, s katero se je bojeval pri Berežinu, Elblingu, Danzigu, Küstrinu,... 
6. oktobra 1813 je bil povišan v generalmajorja. Aprila 1814 se je z divizijo vrnil nazaj v Rusijo in marca 1815 dal odpoved. 
16. junija istega leta je ponovno postal poveljnik 14. pehotne divizije, s katero se je udeležil bojev v Šleziji. 20. julija 1814 je bil povišan v generalporočnika (retroaktivno od 6. oktobra 1813). 16. februarja 1822 je postal poveljnik 1. pehotnega korpusa.
19. decembra 1823 je bil zaradi slabega zdravja upokojen iz vojaške službe.